# Piper arreptum
Piper arreptum är en pepparväxtart som beskrevs av William Trelease. Piper arreptum ingår i släktet Piper och familjen pepparväxter. Inga underarter finns listade i Catalogue of Life.